# Bulley
Bulley – wieś w Anglii, w Gloucestershire, w dystrykcie Forest of Dean, w civil parish Churcham. Leży 7,1 km od miasta Gloucester, 46,8 km od miasta Bristol i 161,1 km od Londynu. W 1931 roku civil parish liczyła 134 mieszkańców. Bulley jest wspomniana w Domesday Book (1086) jako Bulelege.